# Война за независимость Техаса
Война за независимость Техаса (англ. Texas War of Independence) или Техасская революция 1835—1836 (англ. Texas Revolution) — война между Мексикой и Техасом (который до 1836 года был частью мексиканского штата Коауила-и-Техас), итогом которой стало превращение Техаса в независимую республику (Мексикой не признанную).

## Причины войны
После завершения мексиканской Войны за независимость Техас стал частью Мексики. По Конституции 1824 года он был объединён с Коауилой в штат Коауила и Техас. Техасцам досталось только одно место в легислатуре штата, которая собиралась в Салтилло. Так как население Техаса составляло всего 3500 человек, то власти Мексики приняли законы, стимулирующие миграцию. В 1825 году законодательное собрание штата Коауила и Техас издало закон, обеспечивавший поселенцам из США возможность получения земельных наделов по низкой цене, причём платежи производились в рассрочку, а также предоставлялось освобождение от налогов на срок десять лет. Число колонистов быстро увеличивалось и к середине 1830-х годов в Техасе проживало уже более 30 тыс. американцев. Теперь их число примерно в 4 раза превышало численность собственно мексиканского населения (Техано), которое составляло 7800 человек.
Но в 1829 году при президенте Висенте Герреро в Мексике был принят закон, отменяющий рабство негров, бывшее нормой среди американских переселенцев. На 1836 год в Техасе было 5000 негров-рабов. Кроме того, в 1830 году мексиканский конгресс запретил иммиграцию из США в пограничные с ними штаты Мексики.
Протесты техасцев заставили президента Гомеса Фариаса искать компромиссные решения, и он был готов смягчить законы, но в апреле 1834 года генерал Санта-Анна отстранил Фариаса от власти, отменил Конституцию 1824 года и издал новые законы, создавшие Централистскую республику Мексика. В ответ на это начались восстания в штатах Сакатекас и Оахака. В мае 1835 года мексиканская армия разгромила восставший город Сакаитекас. Общество Техаса раскололось во мнениях. В августе 1835 года было решено собрать делегатов на собрание 15 октября, чтобы решить, стоит ли объявлять независимость, или смириться с положением, или бороться за федеральное устройство. Когда Санта-Анна узнал о событиях в Техасе, он сразу отправил генерала де Коса на подавление протеста. 20 сентября де Кос высадился в порту Копано.

## Восстание техасцев
2 октября 1835 года произошла битва при Гонзалесе 150 восставших техасцев под командованием Джона Генри Мура с отрядом мексиканской кавалерии (100 человек), что привело к началу военных действий. Поначалу у техасцев не было регулярной армии, их отряды состояли исключительно из добровольцев. Более серьёзное столкновение произошло 28 октября 1835 года в битве при Консепсьоне, в которой приняло участие 90 техасцев под командованием Стивена Остина и 450 мексиканцев (300 драгун, 100 пехотинцев, 2 орудия), которых возглавлял полковник Доминго Угартечеа; техасцы отбили атаки превосходящих сил мексиканцев, причём убит был только один техасец, Ричард Эндрюс, а мексиканцы потеряли 14—76 человек убитыми.
12 октября отряд Стивена Остина (около 600 техасцев) осадил мексиканский город Сан-Антонио-де-Бехар, который обороняли 1200 солдат мексиканской армии под командой Коса. Через некоторое время Остин отбыл в США, чтобы заручиться их поддержкой, а осаду возглавил генерал Эдвард Берлесон, который предпринял несколько успешных атак на город. 11 декабря мексиканский гарнизон, страдавший от нехватки провизии, капитулировал; мексиканская артиллерия и большая часть ручного оружия досталась техасцам.
9 октября техасцы захватили небольшой город Голиад, где 10 декабря была провозглашена декларация независимости Техаса.
Одной из причин побед техасских повстанцев было использование ими охотничьих ружей, прицельная дальность которых была намного больше, чем у устаревших мушкетов Браун Бесс, которыми была вооружена мексиканская армия.

## Наступление мексиканской армии

Карта Мексики, 1835—1846.

В ответ на победы техасских поселенцев были посланы мексиканские войска численностью 6000 человек, которыми командовал лично мексиканский диктатор генерал Антонио Лопес де Санта-Анна.
23 февраля 1836 года армия Санта-Анны начала осаду крепости Аламо в Сан-Антонио, которую обороняло от 183 до 250 техасцев под командованием Уильяма Тревиса, Джима Боуи. 26 февраля на помощь защитникам Аламо из Голиада выдвинулся американский отряд под командованием полковника Джеймса Фэннина, состоящий из 320 человек и 4 орудий, но 28 февраля Фэннин повернул назад, ссылаясь на нехватку провианта и необходимость защищать Голиад. 6 марта в 5:30 начался штурм Аламо, ставший самым известным сражением войны; все защитники Аламо были убиты, мексиканцы потеряли от 70 до 200 человек убитыми и от 300 до 400 ранеными. Среди находившихся в Аламо мексиканцы оставили в живых только 16 человек (женщин, детей, а также раба Тревиса Джо, раба Боуи Сэма и мексиканского дезертира Бригидо Гереро, выдавшего себя за военнопленного). Также есть версия, что среди выживших был Дэвид Крокетт, после взятия крепости казнённый по приказу Санта-Анны.
Другая победа была одержана мексиканским генералом Хосе де Урреа над техасцами, которыми руководили Джеймс Грант, Фрэнк Джонсон и Роберт Моррис, намеревавшиеся напасть на мексиканский муниципалитет Матаморос. 27 февраля Урреа, выступив из Матамороса, внезапно напал на отряд Джонсона, убив 20 человек и взяв в плен 32; Джонсон и 4 других техасца были взяты в плен, но затем смогли сбежать и соединиться с армией Джеймса Фэннина. Вслед за этим 2 марта у Агуа-Дульсе мексиканцы внезапно атаковали отряд Гранта и Морриса, убив самих Гранта и Морриса и 12 других техасцев; остальные попали в плен и были отправлены в Матаморос.
2 марта 1836 года, в Вашингтон-на-Бразосе, на Собрании представителей американских переселенцев (Техасской конвенции) была подписана декларация о независимости Техаса от Мексики.
19-20 марта 1836 года генерал Урреа одержал победу над техасцами Фэннина в бою у Колето (мексиканцы потеряли 212 человек, техасцы — 9 убитыми и 60 ранеными). Несмотря на большие потери мексиканцев, техасцы были вынуждены сдаться в плен и были отправлены в Голиад, где 27 марта все они были казнены по приказу Санта-Анны.

## Разгром мексиканцев
Поражения вдохновили техасцев на создание регулярной армии, которую возглавил Сэм Хьюстон.
21 апреля 1836 года произошло решающее сражение между техасской и мексиканской армиями у Сан-Хасинто (недалеко от нынешнего Ла Порте). Мексиканцами командовал непосредственно генерал Санта-Анна. Большинство техасских офицеров на совещании утром решило обороняться и ждать нападения армии Санта-Анны, но Сэм Хьюстон настоял на том, чтобы первыми напасть на мексиканцев, и получил одобрение своего плана у техасского военного министра Томаса Джефферсона Раска. Стараясь двигаться быстро и бесшумно, около 800 техасских солдат подошли к лагерю мексиканской армии и внезапно атаковали его с криками «Помни Аламо!» и «Помни Голиад!» (впоследствии выражение «Помни Аламо!» стало крылатым). Мексиканцы (около 1400 человек) были застигнуты врасплох и плохо подготовлены для ближнего боя, что привело их к быстрому поражению. Мексиканский генерал Мануэль Фернандес Кастрильон погиб, пытаясь организовать своих людей для обороны против техасцев, большая часть мексиканцев начала сдаваться в плен. Вскоре остатки мексиканской армии — 400 человек под командованием генерала Хуана Альмонте — капитулировали.
Общим итогом битвы, длившейся всего 18 минут, был полный разгром мексиканцев (которые потеряли 630 человек убитыми, 208 ранеными и 730 взятыми в плен; техасцы потеряли 9 убитыми и 26 ранеными). Санта-Анна скрылся, но вскоре был обнаружен и взят в плен.
Генерал Висенте Филисола, командующий той частью мексиканской армии, которая не участвовала в сражении у Сан-Хасинто, отдал приказ вернуться в Мехико, несмотря на протесты Урреа, который считал, что поражение потерпел только Санта-Анна, но не Мексика, и что надо продолжать войну.

## Мир
14 мая 1836 года официальные представители Техаса и все ещё находившийся в плену генерал Санта-Анна подписали договор о независимости в городе Веласко. Договор предусматривал прекращение боевых действий, передислокацию мексиканских войск южнее Рио-Гранде, возвращение Мексикой захваченного имущества и обмен военнопленными; в обмен на это Санта-Анна получал возможность вернуться в Мексику, как только он сочтёт это подходящим (этот пункт договора был нарушен техасцами).
Однако правительство Мексики не ратифицировало договор, оставляя вопрос о независимости Техаса открытым (при этом западная часть современного Техаса продолжала иметь неясный юридический статус). Состояние войны между Техасом и Мексикой продолжалось вплоть до его аннексии США 29 декабря 1845 года.

## В культуре
В кинематографе
- Сериал «Восстание Техаса»[англ.] — реж. Ролан Жоффе (США, 2015)